# Късорог морски скорпион
Късорогите морски скорпиони (Myoxocephalus scorpius) са вид актиноптери от семейство Главочови (Cottidae).
Таксонът е описан за пръв път от Карл Линей през 1758 година.

## Подвидове
- Myoxocephalus scorpius groenlandicus
- Myoxocephalus scorpius scorpius